# Südtiroler Bürgernetz
Das Südtiroler Bürgernetz ist das Webportal der öffentlichen Verwaltungen Südtirols. Sie ist in den Amtssprachen Italienisch, Deutsch und teilweise Ladinisch verfügbar. Außerdem gibt es einen englischsprachigen Bereich mit allgemeinen Informationen über das Land und Übersetzungen der wichtigsten Gesetze.
Das Portal umfasst den Zugang zur Südtiroler Landesverwaltung (Gemeinden, Bezirksgemeinschaften, Landesregierung) und der Bildungseinrichtungen, die Landeskartografie, die Sammlung der Landesgesetze, einen Überblick über Wahlergebnisse, Förderungen, Formulare und anderes. Daneben bietet die Seite auch ein umfangreiches Angebot, das über E-Administration hinausgeht, wie Informationen zur Gesundheitsversorgung, Lawinen-, Pollen- und Verkehrsberichte, Fahrpläne, Kulturangebote, den Stellenmarkt und die berufliche Weiterbildung (ASI), die preisgekrönte E-Learning-Plattform Copernicus, das Informationssystem für das Universitätsstudium Uniplanet, oder den Metakatalog der Südtiroler Bibliotheken Bison.
Die Webpräsenz ist seit 1995 online, erfüllt seit 2004 die Vorgaben für Barrierefreiheit der Web Accessibility Initiative (WAI) nach Vorgabe des Gesetzes 9. Mai 2004 Nr. 4 (Legge Stanca) und wurde inzwischen mit etlichen Preisen bedacht. Betrieben wird das Portal von der Südtiroler Informatik AG (in Besitz des Landes und des Südtiroler Gemeindenverbands). Es ist Kernstück des Aktionsplans E-Südtirol.
Am 24. März 2015 wurde das Bürgernetz umgestaltet, die Landesverwaltung hat auf der alten Adresse des Bürgernetzes ein eigenes Portal eingerichtet und das Bürgernetz ist umgezogen.